# Широкоголові соми
Широкоголові соми (Aspredinidae) — родина сомоподібних. Має 3 підродини, 13 родів та 39 видів. Інші назви «кожухасті соми», «банджо-соми».

## Опис
Загальна довжина коливається від 3 до 30 см. Виражений статевий диморфізм: самиці більше за самців, при цьому спинний плавець останніх більше ніж в самиць. Голова помірно невелика, широка або сплощена, у низки видів доволі сильно. Звідси походить їх назва. Тулуб переважно кремезний, задня частина, ближче до хвоста сильно звужена. Шкіра без луски, груба, лише у деяких видів присутні численні горбики у декілька рядків. Жировий плавець відсутній. Хвостовий плавець добре розвинений з виїмками різного розміру, має до 10 променів.
Мають маскувальне забарвлення, яке підходить до ґрунту й рослинності серед якої мешкають певні види цих сомів.

## Спосіб життя
Відносяться до бентосних риб. Зустрічається у прісних і солоних водоймах: від неглибоких заплав до глибоких річкових каналів у припливних гирлах. Віддають перевагу м'якому ґрунту і спокійним ділянкам річок серед опалого листя на дно. Не утворюють зграй. Активні вночі та сутінках. Доволі хижі, ненажерливі риби, атакують із засідки. Живляться наземними і водними безхребетними, органічними залишками, детритом.
Під час нересту самці створюють гнізда, куди відкладається ікра. Більшість видів охороняє її протягом усього інкубаційного періоду. Лише вид Bunocephalus coracoideus нереститься в неглибоких ямах на дні річки. Представники цієї родини відкладають багато ікри.

## Розповсюдження
Поширені у Південній і Центральній Америці, насамперед у річках Магдалена, Оріноко, Амазонка, Сан-Франциско, Парагвай, Парана, Уругвай, Атрато, Сан-Хуан, Патія.

## Підродини і роди
- Підродина Aspredininae
  - Рід Amaralia
  - Рід Aspredinichthys
  - Рід Aspredo
  - Рід Bunocephalus
  - Рід Platystacus
  - Рід Pterobunocephalus
  - Рід Xyliphius
- Підродина Hoplomyzontinae
  - Рід Dupouyichthys
  - Рід Ernstichthys
  - Рід Hoplomyzon
  - Рід Micromyzon
- Підродина Pseudobunocephalinae
  - Рід Acanthobunocephalus
  - Рід Pseudobunocephalus